# Gwardia Ludowa WRN

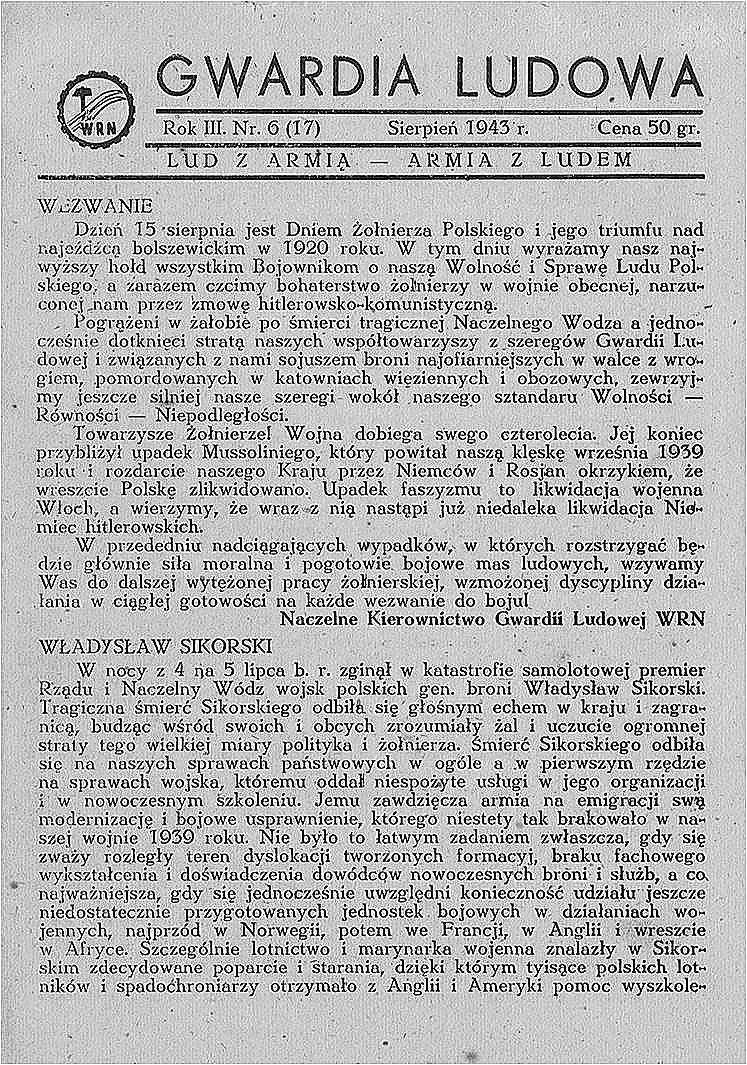
Flygblad från Gwardia Ludowa WRN.

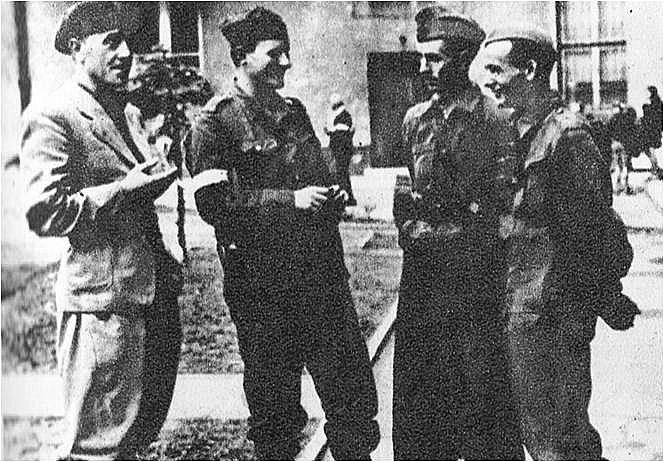
Officerare från GL-WRN under Warszawaupproret.

Gwardia Ludowa WRN (GL-WRN) (WRN:s folkgarde) var en socialistiskt motståndsrörelse i Polen under andra världskriget. Den bildades 1939 och avvecklades 1945. Organisationen skall inte förväxlas med den kommunistiska Gwardia Ludowa.

## Tillkomst
Organisationen bildades 1939 av den polska socialistpartiets  underjordiska organisation PPS-WRN. Sedan 1940 inordnades den som en till vissa delar självständig avdelning av Armia Krajowa.

## Storlek
GL-WRN hade 1943 42 000 medlemmar.

## Avveckling
GL-WRN avvecklades vid krigsslutet.